# Classe Pomornik

La classe Pomornik o Progetto 12322 Zubr (in cirillico: проект 12322 Зубр, nome in codice NATO: Pomornik) è una classe di navi anfibie con cuscino ad aria di fabbricazione sovietica prima e russa poi, sviluppate dalla Almaz negli anni '80 per soddisfare le esigenze della flotta sovietica ed il cui nome in codice è divenuto, in Occidente, più noto dell'originale denominazione di progetto.
Progettate per trasportare truppe d'assalto, unità meccanizzate o corazzate su coste non attrezzate e fornire fuoco di supporto, sono in grado di aggirare piccoli ostacoli, campi minati, zone paludose penetrando in profondità le linee avversarie. L'acquisto dell'unità classe Zubr Cephalonia da parte della Grecia ha costituito il primo acquisto di un mezzo navale sovietico da parte di un membro della NATO.
Fino al 1997, anno di entrata in servizio della unità classe Bora, hanno detenuto il titolo di unità più grandi al mondo del loro tipo nonché di unici hovercraft armati in servizio attivo.
Nel giugno 2017 il Ministero della difesa russo ha annunciato l'intenzione di riprendere la produzione di queste imbarcazioni entro il triennio 2019-2021. In servizio nelle marine sovietica ed ucraina, al 2021 risultano nei ranghi 10 esemplari distribuiti tra le marine russa, greca e cinese.

## Storia
Sviluppata negli anni' 80, la classe Zubr sostituisce le unità classe Aist, rispetto alle quali vantano un dislocamento quasi doppio, ed un armamento più completo comprendente CIWS, lanciamissili Igla e lanciarazzi.
La classificazione russa è, in russo Малый десантный корабль на воздушной подушке (МДКВП)?, Malyj desantnyj korablʹ na vozdušnoj poduške (MDKVP), letteralmente Piccola nave anfibia hovercraft; secondo l'hull classification symbol della US Navy si tratta di una Landing Craft Air Cushion.

## Galleria d'immagini

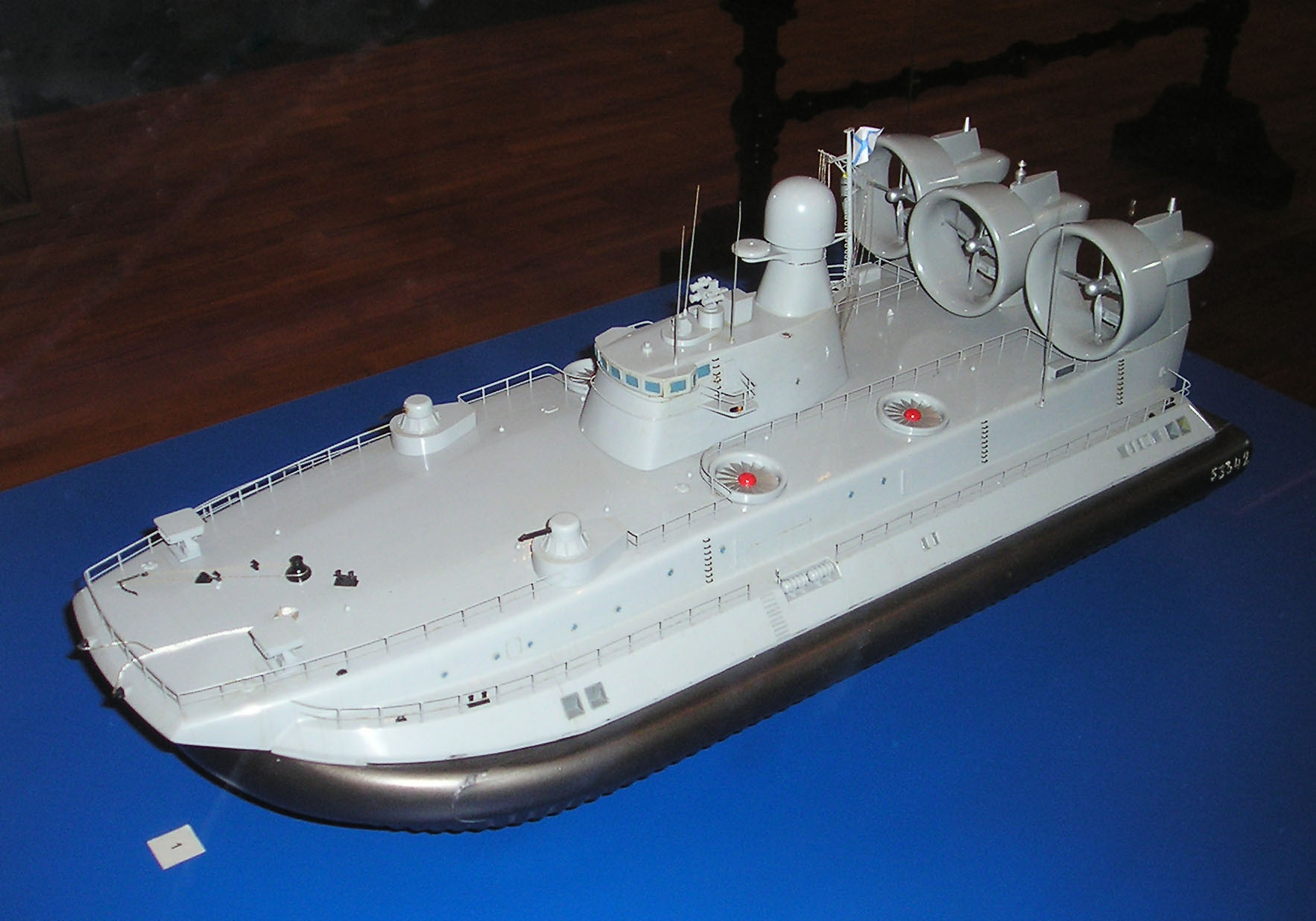
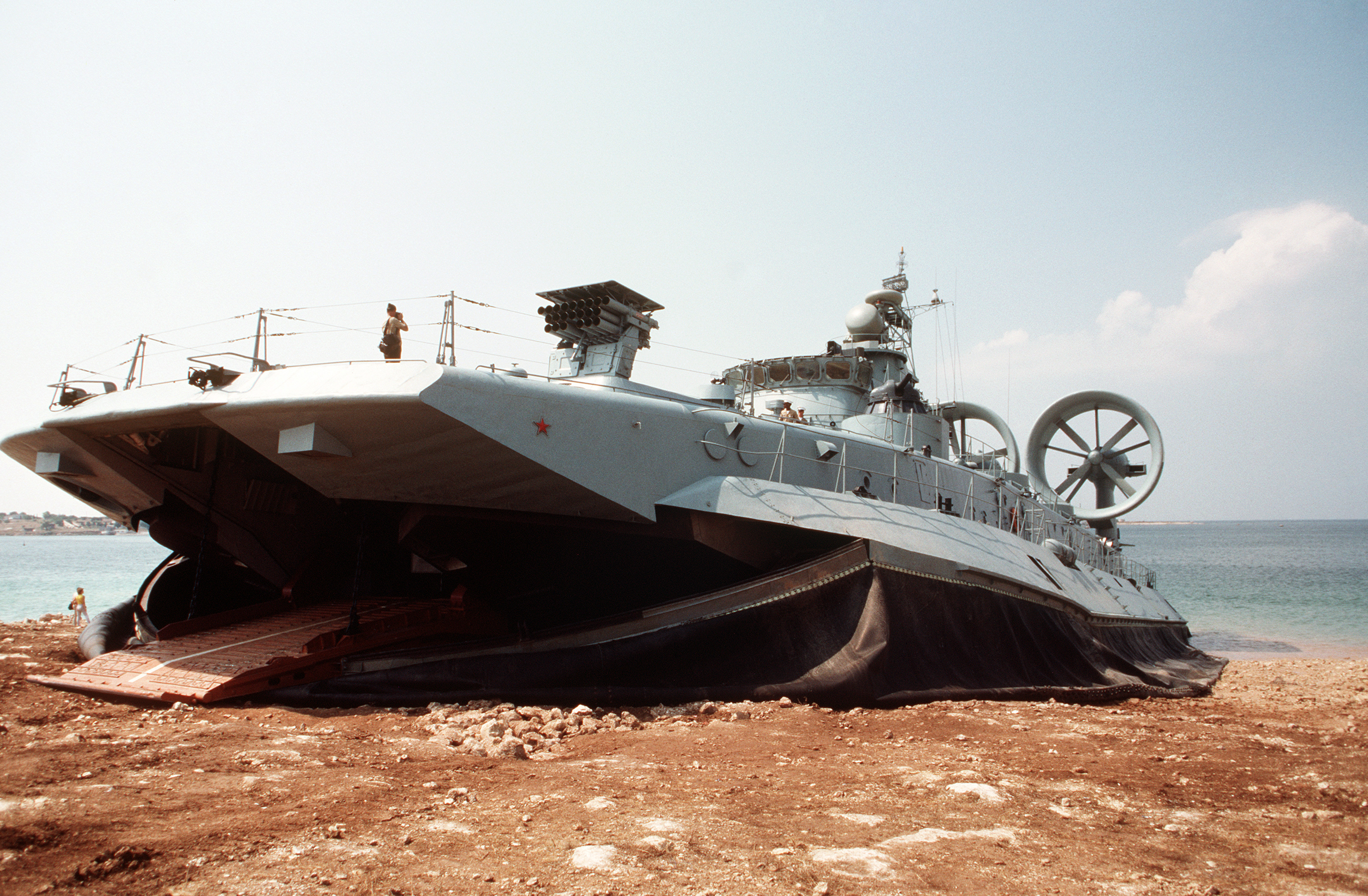
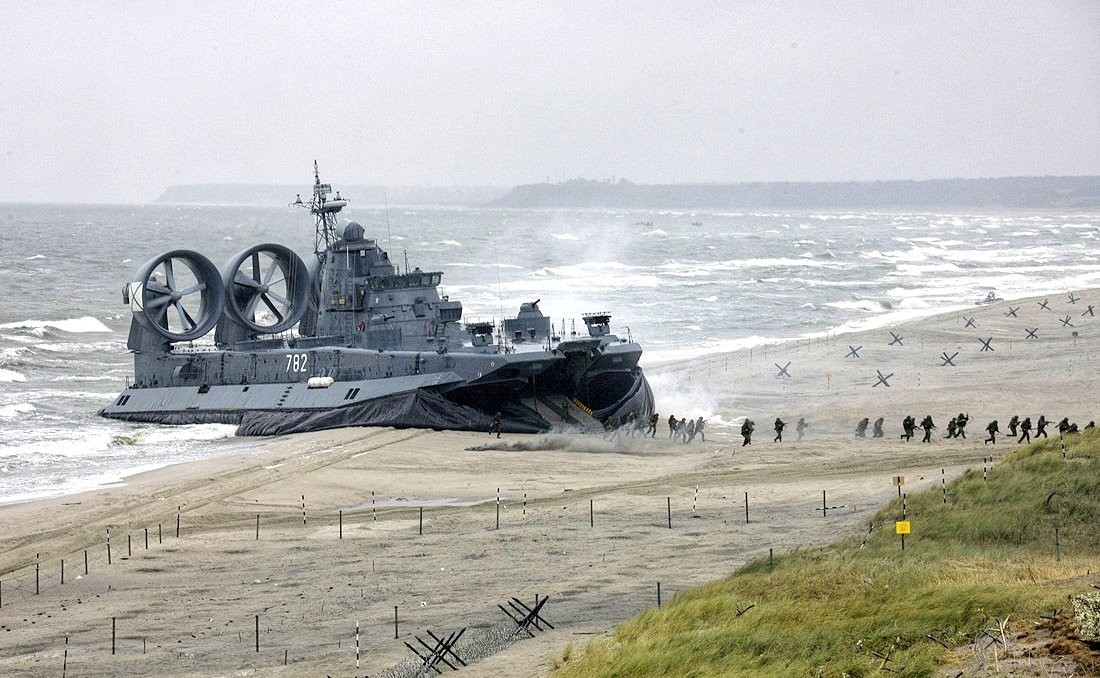
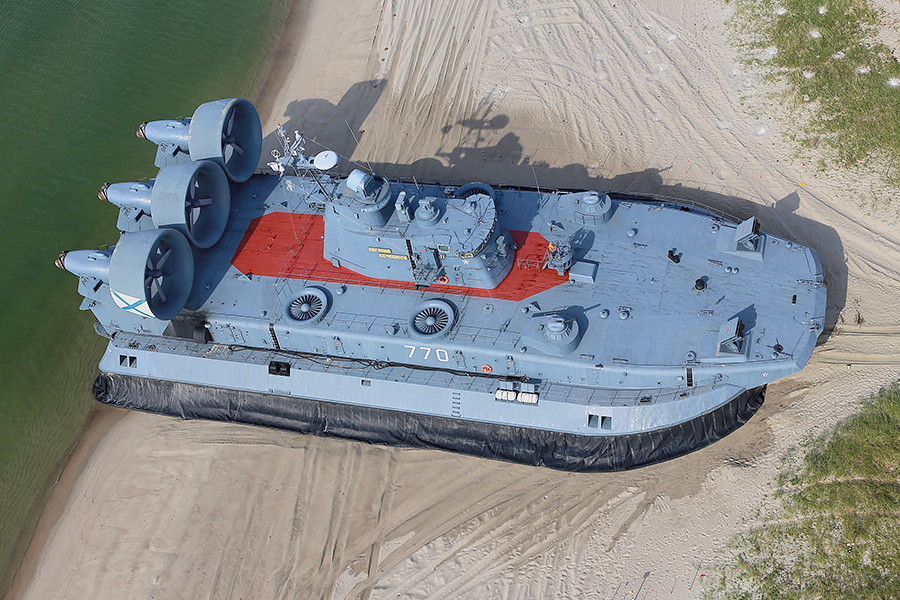
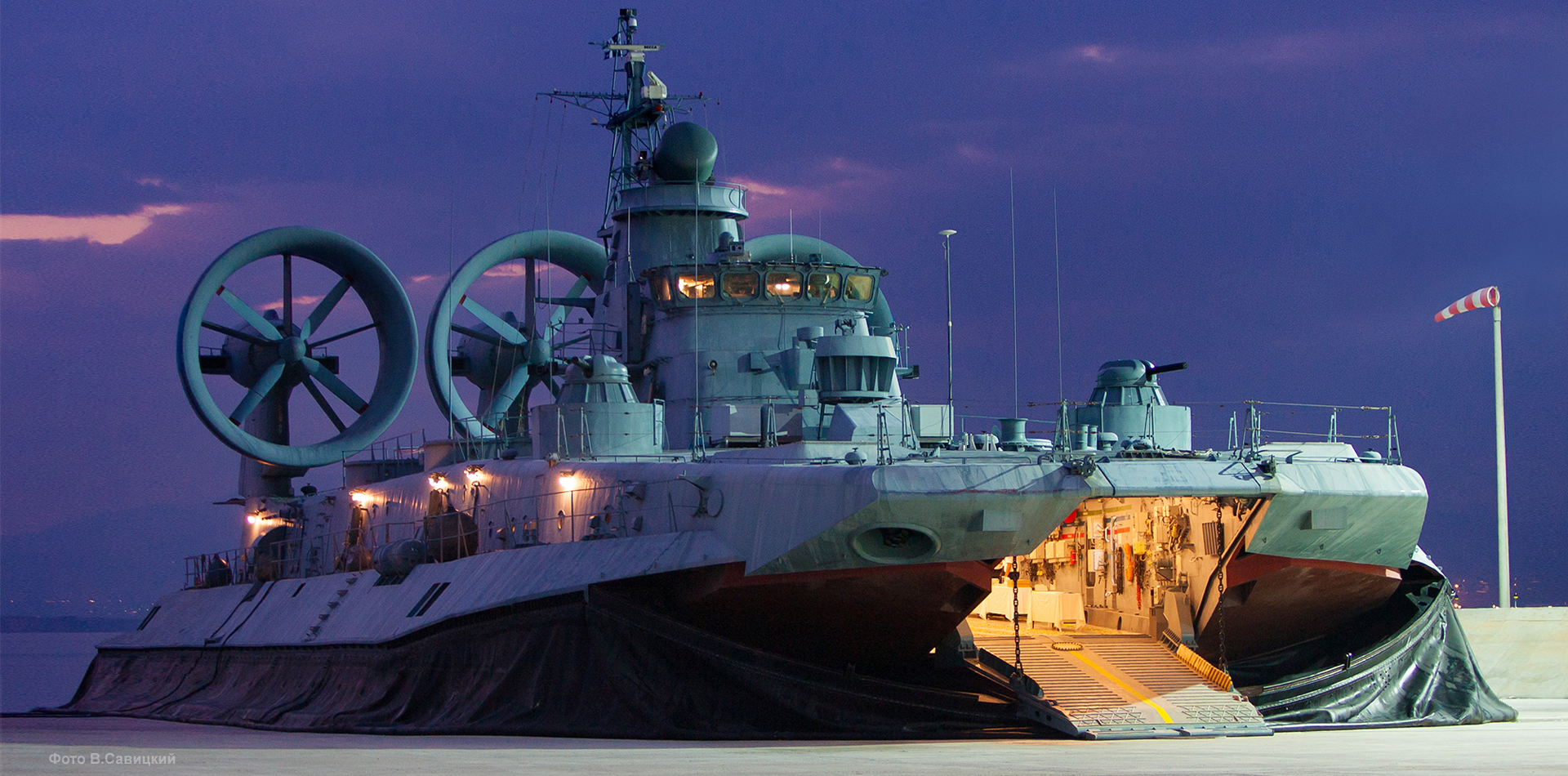

## Caratteristiche

### Corazzatura
Le strutture sono realizzate con leghe leggere, precisamente leghe di alluminio-manganese di 3–4 mm di spessore, una suddivisione interna nello scafo in 3 sezioni, divise da paratie longitudinali, con quella centrale riservata per i veicoli trasportati. Quelle laterali sono invece impiegate per i motori di sostentazione, mentre la parte più alta dello scafo ospita alloggi per 180 truppe. Nonostante la necessità di leggerezza, questi hanno una corazzatura protettiva per equipaggio e depositi munizioni, anch'essa in lega leggera.

### Propulsione
L'apparato motore si basa su 2 ventole Almaz M-70 per la sostentazione e il gonfiaggio del cuscino d'aria, mentre altre 3 azionano altrettante immense eliche propulsive, intubate, di 5,5 metri (i tubi sono di 6 m di diametro). L'operazione di gonfiaggio del cuscino è possibile con 4 ventole da 2,5 m sistemate sui lati del comparto di carico. È possibile il rifornimento in mare, mentre il normale livello di autonomia è di circa 10 ore. Le turbine, che complessivamente erogano oltre 55.000 hp (100 per t. di spinta), hanno un consumo estremamente contenuto, dichiarato in 0,25 kg/Hp/ora. La navigazione è facilitata da girobussola, ricevitore GPS/GLONASS, navigatore doppler e radiogoniometro.

## Unità
| Nome                    | Costruttore                | Impostazione        | Varo                | Entrata in servizio | Flotta              | Stato               | Ritiro dal servizio | Note                  |
| Voenno-morskoj flot     | Voenno-morskoj flot        | Voenno-morskoj flot | Voenno-morskoj flot | Voenno-morskoj flot | Voenno-morskoj flot | Voenno-morskoj flot | Voenno-morskoj flot | Voenno-morskoj flot   |
| ----------------------- | -------------------------- | ------------------- | ------------------- | ------------------- | ------------------- | ------------------- | ------------------- | --------------------- |
| MDK-51                  | Primorsky, San Pietroburgo | 23 febbraio 1983    | 9 ottobre 1985      | 10 ottobre 1988     | -                   | Radiato             | 17 luglio 1997      | Smantellato           |
| MDK-57                  | -                          | 1983                | -                   | 30 dicembre 1988    | del Mar Nero        | Radiato             | 11 giugno 1999      | Smantellato           |
| MDK-95                  | Primorsky, San Pietroburgo | 1983                | -                   | -                   | -                   | Radiato             | -                   | Smantellato           |
| MDK-119                 | Primorsky, San Pietroburgo | -                   | -                   | -                   | -                   | Incompleto          | -                   | Smantellato nel 2005  |
| MDK-120                 | Primorsky, San Pietroburgo | -                   | -                   | -                   | -                   | Incompleto          | -                   | Smantellato nel 2011  |
| MDK-122                 | Primorsky, San Pietroburgo | 1983                | -                   | 2 gennaio 1990      | -                   | Radiato             | 22 giugno 2005      | Smantellato           |
| MDK-123                 | -                          | 1983                | -                   | 30 dicembre 1989    | del Mar Nero        | Radiato             | -                   | Smantellato           |
| Voenno-morskoj flot     |                            |                     |                     |                     |                     |                     |                     |                       |
| Evgeniy Kocheshkov      | Primorsky, San Pietroburgo | -                   | -                   | 30 ottobre 1990     | del Baltico         | Attivo              |                     |                       |
| Mordoviya               | Primorsky, San Pietroburgo | -                   | -                   | 15 ottobre 1991     | del Baltico         | Attivo              |                     |                       |
| MDK-118                 | Primorsky, San Pietroburgo | -                   |                     | 29 agosto 1994      | del Baltico         | Radiato             | -                   | Ceduta alla Grecia    |
| Polemikó Nautikó        |                            |                     |                     |                     |                     |                     |                     |                       |
| HS Cephalonia           | -                          | -                   | -                   | 20 dicembre 2000    |                     | Attivo              |                     | Ottenuta dalla Russia |
| HS Ithaca               | -                          | -                   | 9 dicembre 2000     | 17 febbraio 2001    |                     | Attivo              |                     | Ottenuta dall'Ucraina |
| HS Corfu                | Primorsky, San Pietroburgo | 25 maggio 2000      | 28 maggio 2001      | 2001                |                     | Attivo              |                     |                       |
| HS Zakynthos            | Primorsky, San Pietroburgo | 24 gennaio 2003     | 25 luglio 2004      | 2004                |                     | Attivo              |                     |                       |
| Marina militare ucraina |                            |                     |                     |                     |                     |                     |                     |                       |
| Ivan Bogun              |                            | -                   |                     | 1992                |                     | Radiato             |                     | Ceduta alla Grecia    |
| Donetsk                 | Morye, Feodosia            | -                   | -                   | 26 giugno 1993      |                     | Radiato             | 23 luglio 2008      | Smantellato           |
| Kramatorsk              | Morye, Feodosia            | 1983                | -                   | 31 dicembre 1995    |                     | Radiato             | 11 giugno 1999      | Smantellato           |
| Gorlovka                | Morye, Feodosia            | 17 febbraio 1986    | 8 ottobre 1991      | 30 dicembre 1995    |                     | Attivo              | 2011                | Smantellato           |
| Artemivsk               | Morye, Feodosia            | 1983                | -                   | -                   |                     | Radiato             | 29 novembre 2000    | Smantellato           |
| Marina dell'EPL         |                            |                     |                     |                     |                     |                     |                     |                       |
| 3324                    | Morye, Feodosia            | -                   | -                   | 2015                |                     | Attivo              |                     | Ottenuta dall'Ucraina |
| 3325                    | Morye, Feodosia            | settembre 2010      | 25 settembre 2012   | 12 aprile 2013      |                     | Attivo              |                     |                       |
| 3326                    | Cina                       | -                   | -                   | 28 dicembre 2015    |                     | Attivo              |                     |                       |
| 3327                    | Cina                       | -                   | -                   | -                   |                     | Attivo              |                     |                       |